# Odden (parochie)
Odden is een parochie van de Deense Volkskerk in de Deense gemeente Odsherred. De parochie maakt deel uit van het bisdom Roskilde en telt 1213 kerkleden op een bevolking van 1379 (2004). 
De parochie was tot 1970 deel van de herred Ods Herred. In dat jaar werd de parochie opgenomen in de nieuwe gemeente Trundholm. Deze ging in 2007 op in de fusiegemeente Odsherred.